# John G. Thompson
John Griggs Thompson (Ottawa, Kansas, 1932. október 13. –) amerikai matematikus, a véges csoportok kiemelkedő kutatója, a Feit–Thompson-tétel egyik szerzője. Thompson 1970-ben Fields-érmet, 1992-ben Wolf-díjat, 2008-ban pedig Abel-díjat nyert.

## Élete
John Griggs Thompson 1932. október 13-án született az USA Kansas államában, Ottawában. 1955-ben diplomázott a Yale Egyetemen, majd 1959-ben a Chicagói Egyetemen doktorált. Thompson ezután előbb a Harvard Egyetem tanársegédje, majd 1962-től a Chicagói Egyetem professzora lett. 1970-ben a Cambridge-i Egyetemen kapott professzori állást, és itt dolgozott 23 évig. Ezt követően visszaköltözött hazájába, és a Floridai Egyetem professzora lett. Jelenleg is ott dolgozik.

## Feit–Thompson-tétel
1963-ban jelent meg legjelentősebb munkája, a Walter Feittel közös Feit–Thompson-tétel, amely William Burnside egy 1911-es sejtését igazolta. Bár a tétel maga nagyon tömören megfogalmazható („minden páratlan rendű véges csoport feloldható”), a bizonyítás 254 oldalas, és a Pacific Journal of Mathematics teljes 1963-as őszi számát kitölti.
A tétel alapvető szerepet játszott a véges csoportok elméletében. Lendületet és technikai eszközöket adott annak a munkának, ami végül a véges egyszerű csoportok osztályozásában csúcsosodott ki az 1980-as évek elején.

## Elismerései
John Thompson díszdoktori címet kapott az Illinois-i Egyetemen, a Yale Egyetemen, az Oxfordi Egyetemen és az Ohiói Állami Egyetemen. 1967 óta tagja az USA Nemzeti Tudományos Akadémiájának. Tagja a Royal Societynak. Fields-érmes, Wolf-díjas, Abel-díjas és Poincaré-érmes.